# Creu de Sant Jordi

Het Sint-Joriskruis, embleem van de Premi Creu de Sant Jordi

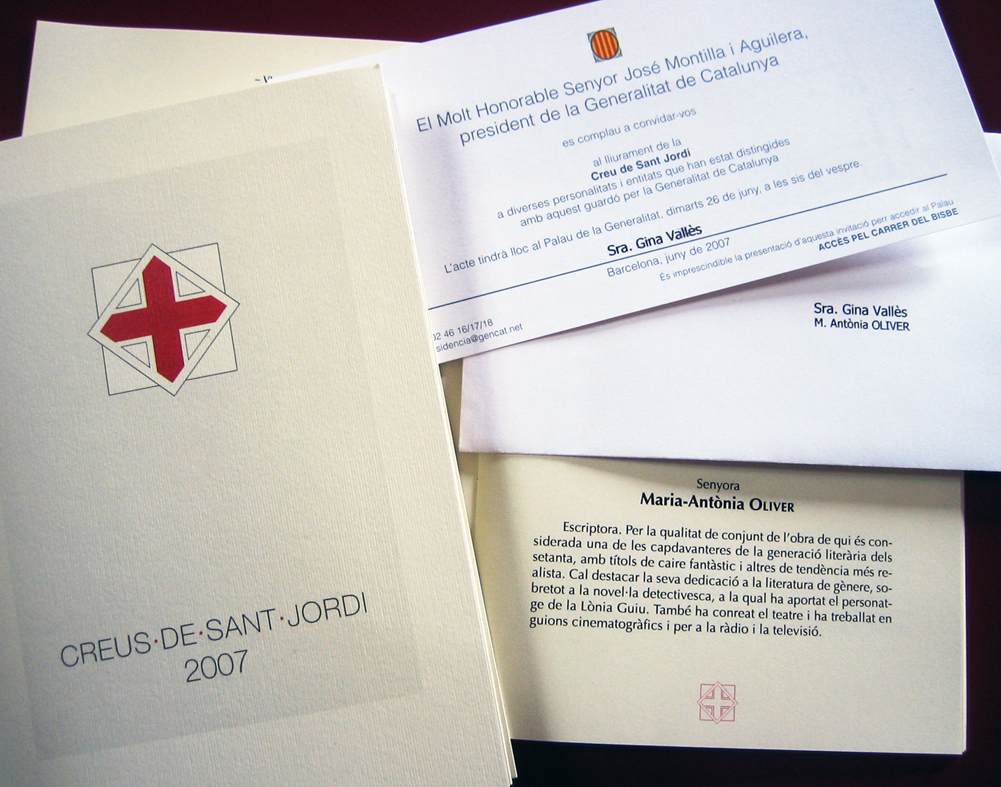
Creus de Sant Jordi 2007

Het ereteken Premi Creu de Sant Jordi of in het Nederlands Sint-Joriskruis is een van de hoogste onderscheidingen die de regering van Catalonië toekent. De prijs wil mensen of organisaties onderscheiden “wegens hun verdienste voor het land Catalonië in de verdediging van zijn identiteit", of meer in het algemeen, die zich in hun beroep op burgerlijk  of cultureel vlak onderscheiden hebben. Het erekruis is een ontwerp van de zilversmid Joachim Capdevila die ook de Lletra d'or ontworpen heeft. Hij werd in 1982 voor het eerst uitgereikt, met terugwerkende kracht voor 1981. De prijs wordt doorgaans rond 23 april, de feestdag van Sant Jordi en een belangrijke culturele feestdag in Catalonië, uitgereikt.
Protocollair staat de onderscheiding net onder de Gouden medaille van de Generalitat.

## Enkele bekende bekroonde personen en organisaties
- 1981: Lluís Llach i Grande
- 1982: Lluís Carulla i Canals, Joan Triadú i Font, Joan Oliver i Sallarès (heeft geweigerd)
- 1983: Pau Riera i Sala, Centre de Lectura
- 1984: Òmnium Cultural
- 1985: Manuel Vázquez Montalbán, Joan Baptista Cendrós i Carbonell, Joan Vallvé i Creus, Obra Cultural Balear
- 1986: Gaston Thorn
- 1987: Robert Lafont, Patronat del Misteri d'Elx
- 1988: José Manuel Lara Hernández, Josep Palau i Fabre, Cobla La Principal de la Bisbal
- 1991: Hospital de la Santa Creu i de Sant Pau, Joan Vilà i Moncau, Oriol Bohigas i Guardiola, Josep-Pau Virgili i Sanromà, Joan Francesc Mira i Casterà
- 1992: Viviane Reding, FC Barcelona, Martí de Riquer i Morera
- 1993: Ricard Bofill i Leví
- 1995: Eduard Mendoza i Garriga, Salvador Giner i de San Julián
- 1996: Josep Massot i Muntaner, Ricard Salvat i Ferré, Max Cahner i Garcia
- 1997: Josep Maria Benet i Jornet
- 1998: Cavall Fort (Stripblad)
- 1999: Rafael Alberti Merello, Rafael Moneo Vallés, Isabel-Clara Simó i Monllor, Institució Catalana d'Història Natural
- 2000: Miquel Esquirol i Clavero, Carme Riera i Guilera
- 2001: Josep Maria Forn i Costa, Organització Nacional de Cecs Espanyols
- 2002: Ferran Adrià Acosta
- 2003: Jordi Font i Rodon
- 2005: Francesc Ferrer i Gironès
- 2006: Isabel Coixet Castillo, Joan Colom i Altemir, Johan Cruijff, Barbara Hendricks, Joan Massagué i Solé
- 2007: Jordi Solé Tura, Cobla Amsterdam, Mercè Sala i Schnorkowski,
- 2009: Fundació Joan Miró
- 2010: Joan Botam i Casals, Jordi Porta i Ribalta
- 2011: Montserrat Figueras
- 2012: Martí Gasull i Roig (postuum)
- 2019: Lionel Messi

Een volledige lijst van de toegekende onderscheidingen vind je hier.

## Andere Catalaanse eretekens
- Premi Internacional Catalunya
- Medalla d'Or de la Generalitat de Catalunya (burgerlijke verdienste)
- Premi d'Honor de les Lletres Catalanes (letterkunde)
- Premi Nacional a la Projecció Social de la Llengua Catalana (bevordering van de Catalaanse taal en cultuur)
- Premi d'Honor Lluís Carulla